# 자페 탕강가
자페 만잠비 탕강가(프랑스어: Japhet Manzambi Tanganga, 1999년 3월 31일 ~ )는 잉글랜드의 축구 선수로 현재 밀월 FC에서 수비수로 뛰고 있다.